# Карпувка (Мазовецьке воєводство)
Карпувка (пол. Karpówka) — село в Польщі, у гміні Пйонки Радомського повіту Мазовецького воєводства.